# Kyanga
Le kyanga, aussi appelé tyenga, tyanga, ou anciennement kyenga, est une langue mandée parlée au Nigeria et au Bénin.